# Tablice rejestracyjne w województwie lubelskim (1976−2000)
Województwo lubelskie w latach 1976−2000 wykorzystało wszystkie przewidziane wyróżniki LU, LL (od 1981) i LB (od 1989). Od początku stosowana była ścisła rejonizacja. Po reformie administracyjnej 1 stycznia 1999 wyróżniki były w dalszym ciągu stosowane na terenie byłego województwa i częściowo na terenie nowego województwa aż do czasu wprowadzenia nowych tablic tj. do 30 kwietnia 2000.

## Tablice pojazdów prywatnych
- Zasób 1: LUA, LUB, LUC, LUD, LUE, LUF, LUG, LUH, LUI, LUJ, LUK, LUL, LUM, LUN, LUO, LUP, LUR, LUS, LUT, LUU, LUV, LUW, LUX, LUY, LUZ
- Zasób 2: LLA, LLB, LLC, LLD, LLE, LLF, LLG, LLH, LLI, LLJ, LLK, LLL, LLM, LLN, LLO, LLP, LLR, LLS, LLT, LLU, LLV, LLW, LLX, LLY, LLZ
- Zasób 3: LBA, LBB, LBC, LBD, LBE, LBF, LBG, LBH, LBI, LBJ, LBK, LBL, LBM, LBN, LBO, LBP, LBR, LBS, LBT, LBU, LBV, LBW, LBX, LBY, LBZ

### Tablice motorowerowe
- Zasób 1: LUC, LUE, LUF, LUJ, LUL, LUM, LUN, LUS, LUV, LUW, LUZ

### Rejonizacja
- LUA – Lublin
- LUB − Lublin
- LUC − Lublin
- LUD − Lublin
- LUE − Lublin
- LUF – Bełżyce
- LUG – Bychawa
- LUH − Bełżyce
- LUI − Bychawa
- LUJ – Ryki
- LUK – Kraśnik
- LUL – Lubartów
- LUM − Kraśnik
- LUN – Nałęczów
- LUO – Opole Lubelskie
- LUP – Puławy
- LUR – Ryki
- LUS – Świdnik
- LUT – Łęczna
- LUU – Kock
- LUV – Dęblin
- LUW − Lubartów
- LUX − Puławy
- LUY − Łęczna
- LUZ – Piaski
- LLA − Lublin
- LLB − Lublin
- LLC − Lublin
- LLD − Lublin
- LLE − Lublin
- LLF − Bełżyce
- LLG − Lubartów
- LLH − region lubelski
- LLI − region lubelski
- LLJ − Piaski
- LLK − Kraśnik
- LLL − Lubartów
- LLM − Kraśnik
- LLN − Nałęczów
- LLO − Opole Lubelskie
- LLP − Puławy
- LLR − Ryki
- LLS − Świdnik
- LLT − Łęczna
- LLU − Bychawa
- LLV − Poniatowa
- LLW − Świdnik, Łęczna
- LLX − Puławy
- LLY − Kraśnik
- LLZ − Piaski, Świdnik, Bychawa
- LBA − Lublin
- LBB − Lublin
- LBC − Lublin
- LBD − Lublin
- LBE − Lublin
- LBF − Lublin
- LBG − Lublin
- LBH − Lublin
- LBI − Janów Lubelski (1999−2000)
- LBJ − Łuków (1999−2000)
- LBK − Kraśnik
- LBL − Lubartów
- LBM − Kraśnik
- LBN − Lublin
- LBO − Opole Lubelskie
- LBP − Puławy
- LBR − Ryki
- LBS − Świdnik, Ryki, Krasnystaw (1999−2000)
- LBT − powiat lubelski
- LBU − Lublin
- LBV − Lublin
- LBW − Świdnik, powiat lubelski
- LBX − Puławy
- LBY − Włodawa (1999−2000), Opole Lubelskie, Świdnik, Puławy
- LBZ − Łęczna

## Tablice pojazdów państwowych
Wydawano je od 1976 do 1992 roku.
Samochody
- LUB ***B, ***C, ***D, ***E, ***G, ***H, ***K, ***N, ***O, ***P, ***R, ***Y (Lublin)
- LUC ***B, ***C, ***D, ***E, ***G, ***H, ***K, ***N, ***O, ***P, ***R (Lublin)
- LUE ***C (region lubelski)
- LUF ***C, ***E, ***G, ***K (region lubelski)
- LUG ***C (Bychawa)
- LUK ***C, ***D, ***E, ***N, ***P, ***Z (Kraśnik)
- LUL ***D (Lubartów)
- LUM ***C (Kraśnik)
- LUO ***C, ***D (Opole Lubelskie)
- LUP ***C, ***D, ***E, ***G, ***N, ***P (Puławy)
- LUR ***C, ***D, ***N (Ryki)

Przyczepy
- LUA ***A, ***C, ***D, ***E, ***G, ***H (Lublin)
- LUE ***N (Lublin)
- LUF ***U (Lublin)
- LUK ***R, ***Z (Kraśnik)
- LUO ***V (Opole Lubelskie)
- LUP ***K, ***R, ***V, ***Y (Puławy)
- LUR ***V, ***Z, ***U (Ryki)

Ciągniki rolnicze i motocykle
- LUA ***S (Lublin)
- LUB ***Y (Lublin)
- LUE ***N (Lublin)
- LUF ***B (Bychawa)
- LUK ***B, ***S, ***Z (Kraśnik)
- LUP ***B (Puławy)
- LUR ***B (Ryki)
- LUS ***B (Świdnik)

## Inne
- Tablice tymczasowe − K5-K9
- Tablice badawcze − XLU, XLL, XLB
- Tablice cudzoziemskie − ILU, ILL, ILB